# Pinnatella homaliadelphoides
Pinnatella homaliadelphoides là một loài rêu trong họ Neckeraceae. Loài này được Enroth, S. Olsson, S. He, Shevock & D. Quandt mô tả khoa học đầu tiên năm 2010.